# Zottige Bäumchenschnecke
Die Zottige Bäumchenschnecke oder Gemeine Bäumchenschnecke (Dendronotus frondosus) ist eine Schnecke aus der Unterordnung der Nacktkiemer, die am Boden der Meere lebt und kein Haus trägt. Sie lässt sich an Polypenstöcken und in Gezeitentümpeln im Nordatlantik, im Ärmelkanal und in der Nordsee ebenso wie an der Pazifikküste Nordamerikas bis Los Angeles finden. 

## Aussehen
Die Bäumchenschnecke könnte im ersten Augenblick für ein Stück Tang oder eine andere Wasserpflanze gehalten werden. Das kommt daher, dass der gestreckte Körper mit bis zu neun baumartig verästelten Rückenanhängen besetzt ist. Auch die keulenförmigen Kopffühler mit lamellierter Spitze weisen diese ungewöhnliche, verästelte Form auf.
Die Bäumchenschnecke ist milchigweiß, manchmal fast schon grau. Zeichnungen auf ihrem Körper gibt es in den Farben braun, rot und weiß. Die Schnecke wird etwa zehn Zentimeter lang.

## Lebensweise
Durch die Rückenfortsätze, die an Pflanzen erinnern, löst sich die Körperkontur völlig auf und somit ist das Tier sehr gut getarnt. Es ernährt sich von den Polypen der Hydrozoenkolonien, speziell der Tubularia-Arten, die es systematisch absucht. Jüngere Tiere bevorzugen kleinere Polypen der Arten Sertularia cupressina und Dynamena pumila.